# Station Nørrevænget
Station Nørrevænget is een spoorweghalte in Tranbjerg in de Deense gemeente Aarhus. Het station ligt aan de lijn Århus - Hov. Sinds 2012 wordt het station bediend door de treindienst van Aarhus Nærbane. 
Nørrevænget opende in 2008. Tegelijkertijd werden de haltes Gunnestrup en Havebyen in Tranbjerg gesloten.